# Cape Ray
Cape Ray är en udde i Kanada.   Den ligger i provinsen Newfoundland och Labrador, i den östra delen av landet, 1 300 km öster om huvudstaden Ottawa.
Terrängen inåt land är platt åt sydost, men åt nordost är den kuperad. Havet är nära Cape Ray åt sydväst. Trakten är glest befolkad. Närmaste större samhälle är Channel-Port aux Basques, 14,3 km öster om Cape Ray. 